# Le Hussard sur le toit
Pour les articles homonymes, voir Le Hussard sur le toit (homonymie).
Le Hussard sur le toit est un roman d'aventures écrit par Jean Giono, publié initialement en novembre 1951 aux éditions Gallimard. Il fait partie du « Cycle du Hussard ». L'intrigue suit un colonel de hussards qui traverse la Provence en proie à une épidémie de choléra. L'œuvre a été adaptée au cinéma en 1995.

## Résumé
En 1832, Angelo Pardi, jeune aristocrate carbonaro italien, est un colonel de hussards, qui doit fuir son Piémont natal après avoir tué en duel un officier autrichien, le baron Schwartz, pour la cause de son camp. Il franchit la frontière française, et arrive en Provence alors en pleine épidémie de choléra. Chargé de retrouver Giuseppe, son ami et frère de lait, il arrive à Manosque, ravagée par l'épidémie. Accusé d'empoisonner les fontaines, il se réfugie sur les toits de la ville, où il vit de ses explorations dans les maisons désertées. Au hasard d'une de ces expéditions, il rencontre une jeune femme, Pauline de Théus, qui l'accueille sans crainte malgré la contagion.
En redescendant des toits, il est enrôlé par une religieuse qui nettoie les morts. Il côtoie alors l'horreur de la maladie et accomplit sa tâche « parfaitement inutile » par orgueil, en souvenir du « petit Français », un jeune médecin acharné à sauver les malades qui meurent tous entre ses bras, et qu'Angelo a tenté en vain d'arracher à la mort.
Pour contrer la contagion, les autorités font évacuer la ville en direction des collines avoisinantes. Angelo y retrouve Giuseppe. Les ravages du choléra et les dangers de leur vie de conspirateurs les forcent à fuir et à se donner rendez-vous dans les montagnes proches de la Drôme à Sainte-Colombe. Or le pays est entièrement ceinturé par l'armée. À un barrage, Angelo retrouve Pauline de Théus qui cherche à rejoindre son mari près de Gap. Ensemble, ils franchissent la ligne dans une escarmouche où la jeune femme fait preuve d'un courage exemplaire. Angelo est ravi qu'elle montre beaucoup d'esprit et de prestance. Ils voyagent quelques jours ensemble, se découvrent l'un l'autre, dormant à la belle étoile, Angelo protégeant Pauline, elle lui donnant le moyen de faire de l'esprit.
Les soldats sont partout. Les deux voyageurs se font arrêter et mettre en quarantaine à Vaumeilh. Ils s'en échappent facilement et reprennent leur périple. Ils passent au travers d'une embuscade dans un village, et harassés, passent encore une nuit à la belle étoile. Le lendemain, ils trouvent une grande demeure vide, en viennent aux confidences. Angelo parle de sa mère, duchesse italienne très romantique et révolutionnaire, et Pauline de son enfance et de son mari, de quarante ans plus vieux qu'elle, qu'elle aime véritablement. Angelo dort à sa porte pour la protéger.
Le lendemain doit marquer la fin de leur périple et le choléra semble loin. Ils se laissent donc aller à oublier les règles très strictes qu'ils s'imposaient pour éviter la contagion et partagent le repas d'un énigmatique lettré rencontré sur la route. Quelques heures plus tard, Pauline s'effondre, dégorge de ce riz au lait caractéristique des symptômes du choléra. Angelo la soigne toute la nuit et la sauve miraculeusement. Le lendemain les retrouve transformés : cette nuit a été en quelque sorte l'accomplissement d'un amour hors du commun, impossible et inévitable.
Angelo est fier de son statut aristocratique ; Pauline ne peut se comporter en bourgeoise adultère. Leur relation reste platonique. Angelo raccompagne donc Pauline à son mari et s'en repart faire sa révolution, à suivre dans le roman  Le Bonheur fou publié en 1957.
Géographiquement, le roman se localise ainsi : « Le périple, mouvementé, se déroule entre les Basses-Alpes (Banon, Manosque, Château-Arnoux, Sisteron…) et les Hautes-Alpes (Gap… jusqu’à Théus) avec une incursion dans la Drôme. » [Jean Buzelin].

## Analyse

### Épidémie de choléra
Bien qu'il fasse référence à la deuxième pandémie de choléra, qui est historique (arrivée la même année à Paris et à Marseille en 1832), le choléra que met en scène Giono dans son roman n'est pas une retranscription fidèle et historique : il n'a jamais existé dans ses symptômes et son importance tel qu'il est décrit dans le livre. En réalité le choléra y a valeur de symbole, un peu comme La Peste pour Albert Camus qui, elle, aurait plutôt un sens allégorique. En effet, les personnages du Hussard n'attrapent pas le choléra de façon réaliste. Angelo aura de multiples contacts avec des malades, sans jamais l'attraper. Le choléra permet de mettre en évidence l'égoïsme, la haine, la peur, la passivité. Les personnages qui ont ces travers attrapent le choléra. Angelo méprise la contagion, donc il ne l'attrape pas. C'est, par exemple, la peur du choléra qui tue, pas le choléra lui-même.
Lors d'une interview, Giono explique :
« Le choléra est un révélateur, un réacteur chimique qui met à nu les tempéraments les plus vils ou les plus nobles.[réf. souhaitée] »
Ainsi, « mettre » le choléra sur une personne permet de voir qui elle est réellement en la mettant « à nu », de manière à révéler la face cachée de sa personnalité.
De même, la Provence des années 1830 a été amplifiée dans ses dimensions pour les besoins du roman.

### Citations et points de vue
« Le Hussard est une histoire qui commence au pas d’un cheval et marche ensuite au galop. Un jeune carbonaro italien, par ailleurs fils naturel d’une duchesse et colonel de hussards, se réfugie en exil en France à la suite d’un duel politique. Après diverses aventures (…), il est amené à traverser le choléra qui sévit en France et particulièrement en Provence aux abords de 1832. C’est ici purement et simplement l’histoire de cette traversée, ou plus exactement comment le choléra va se comporter vis-à-vis de ce personnage. [Présentation de Jean Giono pour la pièce radiophonique qui a été tirée du roman par André Bourdil en 1953]. »

« Giono écrit là un ample roman d’aventures, avec chevauchées, rencontres, coups de sabre et coups de feu ; (…) En réalité, il fait bien plus que raconter une histoire. Il crée aussi un roman d’amour parfaitement chaste, où la sensualité est dépassée. Il y allie le tragique de la souffrance et de la mort à l’allégresse d’un récit nerveux, porté par la jeunesse de ses deux héros ; en contrepoint, l’univers est celui d’une humanité où bien souvent la disparition de barrières officielles et morales, due au déchaînement d’une catastrophe qui dépasse l’homme, libère la peur, l’égoïsme et la rapacité. Un fond de ténèbres, celui d’une terrifiante épidémie à la surface de laquelle se développe la moisissure de la médiocrité, de la lâcheté et de la rapacité humaines, mais au-dessus de laquelle se détachent des protagonistes de lumière.  [Giono par Pierre Citron (Écrivains de toujours/Seuil, 1995), cité par Jean Buzelin dans le livret des CD consacrés à la pièce radiophonique déjà citée. »

« Angelo, en offrant sa vie à chaque instant, avec l’innocence et la fougue d’un héros romantique, décourage la fatalité, et en ignorant la mort se fait ignorer d’elle. La mort n’a rien à prendre à ceux qui ont tout donné. [Jean Giono, Qui êtes-vous ? par Jean Carrière (La Manufacture, 1996), cité par Jean Buzelin ibid.]. »

## Cycle du Hussard
Le Cycle du Hussard devait à l'origine comporter une dizaine de volumes, à la manière des grandes sagas balzaciennes : en effet, « au sortir de la guerre, Jean Giono a l’idée d’une grande fresque en plusieurs volumes dont la moitié se déroulerait autour de 1840, et l’autre cent ans plus tard », soit autour des délicates années 1940, dont Giono ne sort pas indemne lui-même. Entre mars 1946 et avril 1951, Giono interrompt deux fois la rédaction du roman central de ce cycle (soit Le Hussard sur le toit), notamment pour écrire rapidement Un roi sans divertissement et Noé. Entre-temps, il a abandonné l’idée de la «  décalogie  ».
Finalement ce cycle compte seulement cinq titres qui lui sont rattachés en propre. Parce que certains des personnages du Hussard y apparaissent, le cycle entier prend parfois le nom de « Récits de la demi-brigade », comme le recueil de nouvelles qui en clôt la publication en 1972 : Les Récits de la demi-brigade. Du fait que certains personnages d'Un Roi sans divertissement apparaissent aussi dans ces nouvelles, notamment le capitaine de gendarmerie Martial Langlois qui est le héros de ces deux titres, et qu'ils croisent certains personnages du Hussard, on rattache aussi parfois ce titre au même cycle, avec Noé qui en est le pendant, comme « roman du roman » en train de se faire. D'autant qu'Un Roi sans divertissement inaugure la  « seconde manière » ou « veine stendhalienne » de Giono qui s'épanouira dans ce même Cycle du Hussard. D'ailleurs son héros, Angelo, est souvent comparé, pour sa jeunesse, sa fougue, son charme, la fraîcheur de sa naïveté et son esprit chevaleresque avec Fabrice Del Dongo, héros de La Chartreuse de Parme de Stendhal.
Le « Cycle du Hussard » ainsi élargi, comporterait donc les titres suivants, dans l'ordre de leurs conception et rédaction :
- 1 Angelo (printemps 1945)
- 2 Mort d'un personnage (septembre 1945-mars 1946). Puis début de l'écriture du Hussard.
- 3 Un roi sans divertissement (automne 1946)
- 4 Noé (20 novembre 1946-12 juillet 1947)
- 5 Le Hussard sur le toit (mars à mai 1946[2], puis octobre 1947 à juin 1948, puis décembre 1950 à avril 1951)
- 6 Le Bonheur fou (février 1953-janvier 1957)
- 7 Récits de la demi-brigade (1955-1965)

L'ordre chronologique de la narration serait plutôt le suivant :
- 1 Un roi sans divertissement (puis seulement après 1 : Noé)
- 2 Angelo
- 3 Le Hussard sur le toit
- 4 Le Bonheur fou
- 5 Récits de la demi-brigade
- 6 Mort d'un personnage

Quant à l'ordre de leur parution, obéissant plutôt à des contraintes éditoriales, il a finalement été le suivant :
- 1 Un roi sans divertissement (1947)
- 2 Noé (1947)
- 3 Mort d'un personnage (1949)
- 4 Le Hussard sur le toit (1951)
- 5 Le Bonheur fou (1957)
- 6 Angelo (1958)
- 7 Récits de la demi-brigade (1972)

## Adaptations

### Radio
- Le Hussard sur le toit, pièce radiophonique adaptée du roman éponyme par André Bourdil, avec Jeanne Moreau, Gérard Philipe, René Lefèvre, Taos Amrouche... Présentation de Jean Giono[5]. Première diffusion sur la Chaîne Nationale RTF le 11 février 1953. La pièce sera rediffusée notamment en 1995 sur France Culture, à l’occasion du centenaire de la naissance de Jean Giono. Cette dramatique a fait l'objet d'une édition audio en deux CD aux éditions-label Frémeaux & associés[2].
- Le Hussard sur le toit, nouvelle adaptation radiophonique en 1981 réalisée par Claude Mourthé, avec Pierre Vaneck, et diffusée en feuilleton sur France Culture[2], d'une durée plus longue, ce qui permettait une adaptation plus proche du roman-fleuve.

### Cinéma et télévision
- «  Il fut un moment question de porter [le roman] à l’écran, dans une mise en scène de René Clément. Giono et Clément seraient tombés d’accord pour ne pas confier le rôle à Gérard Philipe, que Giono n’aimait pas trop, et qui, selon lui, aurait sûrement attrapé le choléra, si on l’avait placé dans l’épidémie. Le projet n’eut pas de suite. Mais, de son côté, Luis Buñuel avait conçu le même [projet] (…) mais un rendez-vous pris avec Gérard Philipe fut manqué, et l’entreprise fut abandonnée  » Pierre Citron[6].
- « Un autre projet cinématographique aurait pu voir le jour en 1958 avec François Villiers, qui est en train de tourner L'Eau vive. Giono écrit le scénario complet [de ce projet de film sur Le Hussard], mais là encore, l’idée ne se concrétise pas, pas plus qu’un projet pour la télévision envisagé dans les années 60. Décidément, Le Hussard ne se laisse pas facilement apprivoiser par l’image ! » Patrick Frémeaux[2]. Il restera, comme témoignage de ce projet, deux courts-métrages de docu-fiction historique, écrits et tournés par François Villiers, Giono et Alain Allioux (soit la même équipe que pour le film L'eau vive) : Le Foulard de Smyrne, en 1957, sur l'arrivée et l'invasion du choléra en Provence en 1832, et La Duchesse, en 1958, sur le brigandage légitimiste en Provence, deux thèmes qui sont éminemment présents dans le roman. [Voir compléments dans l'article Bibliographie de Jean Giono, sections "Scénarios" et "Théâtre"].
- Le Hussard sur le toit, film enfin réalisé par Jean-Paul Rappeneau, sorti en 1995, avec Juliette Binoche dans le rôle principal (la marquise Pauline de Théus) et Olivier Martinez dans le rôle-titre (Angelo Pardi).